# Гестоз
Гесто́з (от лат. gestātiō) — осложнение нормально протекающей беременности. Ранние гестозы беременных могут проявляться в форме рвоты беременных различного уровня тяжести и сопутствующего птиализма, реже в форме острой жировой дистрофии печени, тетании беременных, дерматозе беременных, хореи и остеомаляции. Под поздними гестозами традиционно понимаются патологические состояния, проявлящиеся во второй половине беременности, проявляющиеся в форме артериальной гипертензии, отёков, протеинурии, HELLP-синдрома, преэклампсии и эклампсии. Выражается в раздражении нервных окончаний матки импульсами, исходящими от плода. В развитых странах гестоз представляет основную причину материнской смертности. Перинатальная смертность при гестозе превышает средние показатели в 5—7 раз.
Существует множество теорий развития гестоза, каждая из которых объясняет только часть симптомов. Проблема этиологии гестоза до сих пор остается открытой.
Из клинических проявлений (симптомов) при гестозе основное внимание уделяется повышению артериального давления (гипертонии). Степень повышения давления лежит в основе всех современных классификаций гестоза. Гестоз также обозначается терминами преэклампсия или артериальная гипертензия беременных.

## Классификация

Оценка степени тяжести гестоза в баллах (Goedeke, модификация Г. М. Савельевой). До 7 баллов — лёгкая степень; 8—11 баллов — средняя степень; 12 баллов и более — тяжёлая степень.

### Классификация МКБ-10
Согласно Международной классификации болезней 10-го пересмотра (МКБ-10, 1995) гестоз классифицируется следующим образом:
- Существовавшая ранее гипертензия, осложняющая беременность, роды и послеродовой период.
- Существовавшая ранее гипертензия с присоединившейся протеинурией.
- Вызванные беременностью отеки и протеинурия без гипертензии.
- Вызванная беременностью гипертензия без значительной протеинурии.
- Вызванная беременностью гипертензия со значительной протеинурией — преэклампсия средней тяжести.
- Эклампсия во время беременности, в родах, в послеродовом периоде.

### Российская классификация
В России классификация гестоза включает 4 формы, которые могут переходить друг в друга под влиянием различных причин. Эти четыре формы можно рассматривать как стадии единого патологического процесса:
1. Водянка.
2. Нефропатия (лёгкая, средняя и тяжёлая степень).
3. Преэклампсия.
4. Эклампсия.

Также выделяют чистый гестоз (развившийся при полном здоровье) и сочетанный (на фоне различных заболеваний).

### Классификация американского общества акушеров-гинекологов (ACOG)
I. Гипертензия, обусловленная беременностью.
1. Преэклампсия.
А. Лёгкая степень. Диагноз легкой преэклампсии ставят, если отсутствуют признаки тяжелой преэклампсии.
Б. Тяжёлая степень. Диагноз тяжелой преэклампсии ставят при наличии одного или более критериев:
- повышение систолического АД более 160 мм рт. ст. либо диастолического АД более 110 мм рт. ст., зарегистрированных дважды с интервалом более 6 ч,
- потеря белка с мочой более 5 г/сут;
- олигурия (количество мочи менее 400 мл за сутки);
- неврологические и/или зрительные нарушения (головная боль, нарушения сознания, ухудшение зрения и т. д.);
- признаки отека легких и цианоз.

2. Эклампсия.
II. Хроническая гипертензия любой этиологии, не связанная с беременностью.
III. Преэклампсия или эклампсия, наслоившаяся на хроническую гипертензию.
IV. Транзиторная гипертензия.
V. Неклассифицируемые гипертензионные расстройства.

### Классификация NHBPEP
Классификация разработана рабочей группой Национальной образовательной программы по артериальному давлению (National High Blood Pressure Education Program) в 2000 году.
1. Гестационная гипертензия (ранее обозначалась как гипертензия, индуцированная беременностью, и включала транзиторную гипертензию).
2. Преэклампсия.
Минимальные критерии:
АД >140/90 мм рт. ст. после 20 нед беременности.
Протеинурия >300 мг/24 ч.
Увеличение вероятности эклампсии.
АД >160/110 мм рт. ст.
Протеинурия 2,0 г/24 ч.
Креатинин сыворотки >1,2 мг/дл.
Тромбоциты <100 000/мм3.
Микроангиопатический гемолиз (повышение ЛДГ). Повышение АЛТ или АСТ.
Сохраняющаяся головная боль или другие мозговые или зрительные нарушения.
Сохраняющаяся боль в эпигастральной области.
3. Эклампсия.
4. Преэклампсия на фоне хронической гипертензии.
5. Хроническая гипертензия.

## Этиология и патогенез
В настоящее время нет единого мнения об этиологии гестоза. Однако существует ряд теорий:
- Кортико-висцеральная теория — в основе лежит представление о гестозе, как о своеобразном неврозе беременных, при котором нарушаются взаимоотношения между корой и подкорковыми структурами. Это приводит к рефлекторным изменениям в гемодинамике. Данная теория подтверждается частым возникновением гестоза у беременных на фоне нервно-психических стрессов. При ЭЭГ выявляются функциональные изменения в подкорковых структурах.
- Эндокринная теория.
- Иммунологическая теория — заключается в изменении механизмов, обеспечивающих трасплацентарный иммунитет. Суть теории в том, что в плаценте вырабатывается ряд веществ, блокирующих Т-клетки матери. Нарушается процесс распознавания Т-клетками антигенных различий между тканями матери и плода, что приводит к сенсибилизации матери плацентарными белками. Антигенная структура плаценты сходна с тканями почек и печени, что может явиться причиной повреждения этих органов при гестозе. Однако далеко не все ученые находили в крови матери иммунные комплексы.
- Генетическая теория — установлено, что у дочерей женщин с преэклампсией гестоз возникал в 8 раз чаще, чем в нормальной популяции. Предположен аутосомно-рецессивный путь наследования.
- Плацентарная теория. Вероятно, у женщин, страдающих гестозом, нарушена миграция трофобласта в сосуды матки. Спиральные маточные артерии не меняют свою структуру, остаются в том же виде, что и у небеременных. Взаимоотношения в системе трофобласт — спиральные артерии нарушаются, происходит спазм, снижение межворсинчатого кровотока и гипоксия. Гипоксия в тканях маточно-плацентарного комплекса приводит к поражению эндотелия, нарушению его вазоактивных свойств, высвобождению медиаторов, направленных на вазоконстрикцию. Длительная продукция вазоконстрикторов вызывает нарушения в гемодинамике, ЦНС, гормональном статусе, обмене веществ и кислотно — основном равновесии организма.

В основе патогенеза лежит генерализованный спазм сосудов, что проявляется гипертензией. Спазм происходит из-за повреждения эндотелия. (Повреждение эндотелия подтверждается повышением в крови уровня фибронектина — гликопротеина субэндотелиального происхождения.) При повреждении происходит выброс в кровь эндотелина, что приводит к спазму сосудов, в том числе почечных артерий и активации системы ренин — ангиотензин — альдостерон, а также к выбросу адреналина и норадреналина и снижению порога чувствительности к данным медиаторам. Одновременно снижается синтез вазодилататоров.
Во многих органах происходят гипоксические (дистрофические) изменения: гестоз почти всегда сопровождается нарушением функции почек, нарушается функция печени, нервной системы, плаценты. Возникает синдром задержки роста плода, хроническая гипоксия.

## Лечение
Лечение гестоза проводится в стационаре. Целями лечения являются снижение артериального давления, улучшение микроциркуляции, предотвращение судорог. Для этого используется инфузионная терапия (при легкой степени тяжести гестоза — 400—800 мл раствора кристаллоидов в сутки, при средней — 1400 мл в сутки, тяжелые формы, и эклампсия- 2000—2500 мл в сутки). Антигипертензивная и противосудорожная терапия при эклампсии.